# Tangara viridicollis
Tangara viridicollis е вид птица от семейство Тангарови (Thraupidae).

## Разпространение
Видът е разпространен в Боливия, Еквадор и Перу.